# Åsnes
Åsnes là một đô thị hạt Hedmark, Na Uy. Nó là một phần của khu vực truyền thống của Solor. Trung tâm hành chính của đô thị này là làng Flisa, cũng là thị trấn lớn nhất tại thành phố với khoảng 2.100 người.
Đô thị (ban đầu là một giáo khu) được đặt tên theo nông trang Åsnes cũ (tiếng Norse cổ: Ásnes), do nhà thờ đầu tiên được xây dựng ở đây. Yếu tố đầu tiên là ass có nghĩa là "đỉnh núi" và phần tử cuối cùng là nes có nghĩa là "mũi".